# Andrzej Włodarczak
Andrzej Włodarczak (ur. 13 listopada 1954 w Grodzisku Wielkopolskim) – dziennikarz, podróżnik i psycholog, autor wielu artykułów w ogólnopolskiej prasie.

## Wykształcenie i działalność zawodowa
W 1959 roku zamieszkał w Śremie, gdzie ukończył Szkołę Podstawową nr 2 i Liceum Ogólnokształcące im. gen. Józefa Wybickiego w Śremie. Jest absolwentem Wydziału Handlu Zagranicznego Akademii Ekonomicznej w Poznaniu oraz podyplomowego Studium Organizacji i Zarządzania na Politechnice Szczecińskiej.
W maju 1978 roku zamieszkał w Gorzowie Wielkopolskim i pracował jako specjalista ds. eksportu w zakładzie produkującym tkaniny. We wrześniu 1980 roku rozpoczął pracę jako dziennikarz w tygodniku "Ziemia Gorzowska", a następnie od 1994 roku w dzienniku regionalnym "Gazeta Lubuska". W tym czasie poświęcił się pisaniu artykułów, które ukazywały się w ogólnopolskiej prasie, między innymi w "Polityce", "Wprost" i "Gazecie Młodych". Od 14 listopada 2014 przebywa na dziennikarskiej emeryturze, zajmuje się pisaniem różnych publikacji.

## Publikacje
- Nasza rodzina, Biblioteka Śremskiego Notatnika Historycznego, Tom I, 2016.